# 李貞麗
李貞麗，生卒年不詳，明代秦淮歌妓，仗義豪爽，與復社文人多來往，尤與明末四公子之一的陳貞慧親密，是李香君的義母，長香君九歲，视如己出。有豪俠氣，曾在一個晚上賭博輸盡千金而面不改色。
《桃花扇》一劇裡李貞麗同情李香君與侯方域的情份，最後代李香君出嫁。